# إلزبيتا كوالسكا
إلزبيتا كوالسكا (بالبولندية: Elżbieta Kowalska) هي لاعب شطرنج بولندية، ولدت في 1 يونيو 1944 في وارسو في بولندا.

## وصلات خارجية
- إلزبيتا كوالسكا على موقع الاتحاد الدولي للشطرنج (الإنجليزية)
- إلزبيتا كوالسكا على موقع مباريات الشطرنج (الإنجليزية)
- إلزبيتا كوالسكا على موقع 365Chess.com (الإنجليزية)
- إلزبيتا كوالسكا على موقع Chesstempo.com (الإنجليزية)